# Dashlane
 (транскр.  Дашлејн) јест апликација за управљање лозинкама и сигуран дигитални новчаник. Доступан је за Mac OS, Windows, iOS и Android. Верзија апликације за плаћање омогућава корисницима да безбедно синхронизују податке између неограниченог броја уређаја на свим платформама. Доступна је и бесплатна верзија са синхронизацијом само током првог месеца употребе. По подразумеваним вредностима, новчаник се складишти на послужитељима компаније, али постоји могућност да се он задржи на корисниковом уређају.